# Nerchinsky (huyện)
Huyện Nerchinsky (tiếng Nga: ? райо́н) là một huyện hành chính tự quản (raion), của Vùng Zabaykalsky, Nga. Huyện có diện tích 5229 km², dân số thời điểm ngày 1 tháng 1 năm 2000 là 32100 người. Trung tâm của huyện đóng ở Nerchinsk.